# Pandanus kennedyensis
Pandanus kennedyensis är en enhjärtbladig växtart som beskrevs av Harold St.John. Pandanus kennedyensis ingår i släktet Pandanus och familjen Pandanaceae. Inga underarter finns listade.